# Flavius Daniliuc
Flavius David Daniliuc (ur. 27 kwietnia 2001 w Wiedniu) – austriacki piłkarz występujący na pozycji obrońcy w austriackim klubie Salzburg oraz w reprezentacji Austrii. Wychowanek Realu Madryt, w trakcie swojej kariery grał także w Bayernie Monachium II.